# Chilgatherium
Chilgatherium ("bestia de Chilga" por la localidad en la que fue encontrado) es un género extinto de proboscídeo que es el más antiguo y primitivo representante conocido de la familia Deinotheriidae. Es conocido a partir de unos dientes fósiles que datan de finales del Oligoceno (hace 28 a 27 millones de años) hallados en el distrito etíope de Chilga. Hasta la fecha, solo se han recuperado algunos dientes molares, pero estos son lo suficientemente distintivos como para permitir una identificación segura de este animal. Los dientes difieren de los de Prodeinotherium, Deinotherium y los diferentes baritéridos en varios detalles, que muestran que es un género diferente y se le ha incluido en su propia subfamilia. Comparado con los deinoterios posteriores, Chilgatherium era más bien pequeño, con un tamaño intermedio entre el de un cerdo grande al de un hipopótamo pequeño. Se desconoce si también poseía los distintivos colmillos curvados hacia abajo en la mandíbula inferior como sus parientes posteriores.
Chilgatherium desapareció antes del Mioceno Inferior, cuando aparece en cambio el género Prodeinotherium.